# Grzegorz Press
Grzegorz Press (ur. 1967) – polski fotograf.

## Życiorys
Ukończył studia na Université Paris-VIII w Saint Denis (Wydział Fotografii). Pracę rozpoczął w 1991 w „Obserwatorze Codziennym”. Następnie pracował dla Polskiej Agencji Prasowej oraz „Życia Warszawy”. Od 1994 do 2009 był fotografem „Polityki”, a potem został freelancerem.
Trudni się fotografią reportażową, portretową oraz reklamową, a także tworzeniem fotosów na planach filmowych, telewizyjnych i reklamowych. Jest dokumentalistą polskiej reprezentacji amp futbolu oraz współpracownikiem Teatru 21 (za album 21 myśli o teatrze otrzymał główną nagrodę w kategorii Albumy na konkursie Najpiękniejsza Książka Roku).

## Nagrody
Nagrody:
- laureat konkursu Grand Press Photo (2007, 2008, 2011),
- laureat konkursu BZ WBK Press Photo (2011, 2013, 2015, 2016),
- laureat Pilsner Urquell International Photography Awards (2008)[1].